# Cédule hypothécaire

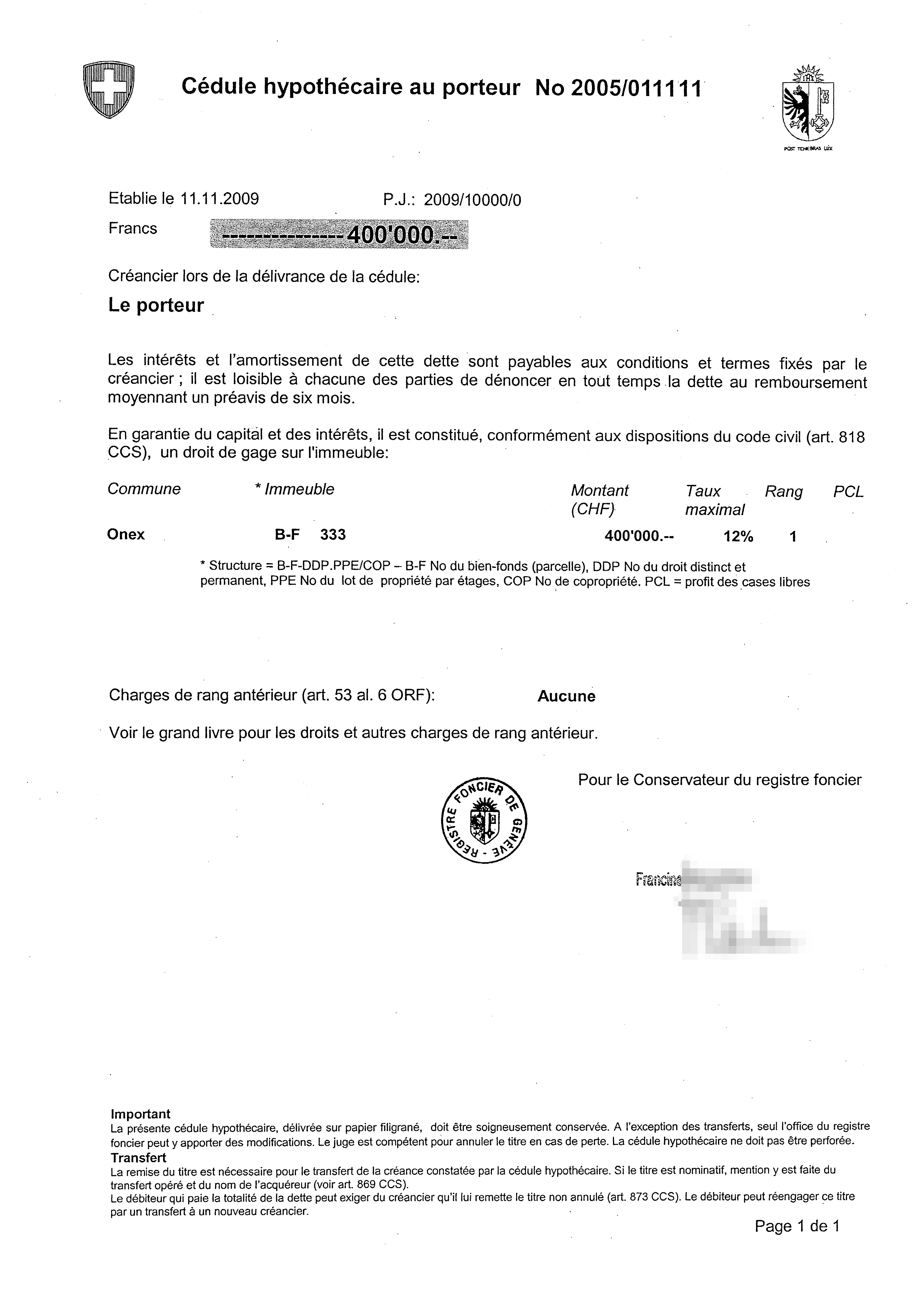
Exemple de cédule hypothécaire, émise par le registre foncier du Canton de Genève. L'originale est imprimée sur du papier vert.

En droit suisse, la cédule hypothécaire est un droit de gage immobilier. Il s'agit d'une créance personnelle garantie par une chose immobilière.
Une cédule peut exister sous deux formes : forme virtuelle (appelée cédule de registre et qui est uniquement nominative) ou sur papier (au porteur ou nominative).
En pratique, la cédule hypothécaire est inscrite au registre foncier, et matérialisée par une feuille de papier pour ce type de cédule, ou par une simple inscription au registre foncier pour une cédule de registre, mentionnant notamment le montant que le créancier (porteur du titre) peut réclamer au débiteur, ainsi que les immeubles faisant objet de la garantie.
S'agissant d'un papier-valeur, la cédule garantit le montant nominal inscrit, par une créance dite cédulaire. Si elle est donnée en garantie d'une dette (créance issue du rapport de base entre le créancier et le débiteur) les 2 créances coexistent. Il s'agit donc d'être prudent lors de la remise d'un tel papier valeur à une banque, et de doubler cette remise par un contrat de fiducie, garantissant que le créancier ne va pas utiliser ce titre pour garantir sa propre créance envers une autre personne.
Le créancier (habituellement la banque) détient le titre tant que l'emprunt n'est pas remboursé.
Une fois l'emprunt remboursé en totalité, le titre retourne en possession du débiteur. Celui-ci peut alors utiliser ce même titre afin de contracter de nouveaux emprunts, pour des montants à concurrence de la somme indiquée sur la cédule.